# Sapat
Sapat is een bestuurslaag in het regentschap Indragiri Hilir van de provincie Riau, Indonesië. Sapat telt 3678 inwoners (volkstelling 2010).